# بولس ديرمتساكيس
بولس ديرمتساكيس (باليونانية: Παύλος Δερμιτζάκης)‏ هو لاعب كرة قدم ومدرب كرة قدم يوناني في مركز الهجوم، ولد في 29 يونيو 1969 في كافالا في اليونان. لعب مع إيرغوتيليس ونادي أتروميتوس ونادي باوك ونادي كافالا.